# Sosígenes de Rodes
Sosígenes (en llatí Sosigenes, en grec antic Σωσιγένης) fou un polític rodi de naixement, que va exercir una de les magistratures principals a la Lliga Aquea. Durant l'exercici del seu càrrec, que no s'indica quin era, va fer aprovar una llei per la qual es van abolir tots els honors que s'havien decretat anteriorment en favor del rei Èumenes I de Pèrgam, segons diu Polibi.